# Nicolaas Johannes Brümmer
Nicolaas Johannes Brümmer (Dordrecht (Oost-Kaap), 27 juli 1866 - Stellenbosch, 13 mei 1947) was een Zuid-Afrikaans predikant en hoogleraar.

## Levensloop
Brümmer studeerde vanaf 1885 aan de Kweekschool in Stellenbosch. Vervolgens studeerde hij filosofie en psychologie in Edinburgh en Leipzig. In 1895 werd hij predikant in de Nederduitse Gereformeerde Kerk in Jansenville. Van 1899 tot 1911 was Brümmer predikant in Drieankerbaai. In 1911 werd hij hoogleraar in de filosofie aan het Viktoria College, de latere Universiteit Stellenbosch. Hij bleef dit tot zijn emeritaat in 1941.
Brümmer was gericht op de intellectuele emancipatie van de Afrikaners. Hij hechtte grote waarde aan de filosofische vorming van predikanten in opleiding. Ook zette hij zich in voor de ontwikkeling van het Afrikaans. Brümmer was in 1909 een van de dertig oprichters van Zuid-Afrikaanse Akademie voor Wetenschap, Letteren en Kunst. Hij hield zich daarnaast intensief bezig met sociale en morele kwesties die speelden in het Zuid-Afrika van zijn tijd.
Brümmer trouwde twee keer. Uit zijn huwelijk met Ruth Madeline Stegmann (1872-1929) werden twee kinderen geboren. Uit zijn tweede huwelijk in 1931 met Hester Henrietta (Ettie) Marais (1892–1973) werd Vincent geboren.

## Publicaties
- Spoken (Kaapstad, 1908)
- De mormonen (1909)
- De predikant en de gemeente (Kaapstad: 1911)
- De eerbied (Kampen: J.H. Kok 1911)
- De ziel van de kerkhervorming (Kaapstad: Van der Sandt en De Villiers 1917)
- De Afrikaner en de onzedelijkheid (Stellenbosch: Pro Ecclesia 1917)
- De kennis om haarzelve (Kaapstad: Van der Sandt en De Villiers 1920)
- Plezierige gevaren. Bedaarde gesprekken tussen Thom Vogel en Pieter Louw (Kaapstad: 1921)
- Die spraaksame ossewa (Kaapstad: Z.A.B.V. 1922)
- Die unie-burger (Kaapstad: Juta & Co. 1923)
- Padwysers vir die jeug (Kaapstad: S.A.B.V. 1949)